# Aniene
Aniene (latinsky: Anio) dříve známá jako Teverone je 99 kilometrů dlouhá řeka v kraji Lazio v centrální Itálii. Pramení v Apeninách v Trevi nel Lazio, poté protéká Subiacem, Vicovarem a Tivoli, její tok končí severně od Říma, kde ústí do řeky Tibery. Řeka vytvořila hlavní údolí severně od Říma, kterému sloužila jako důležitý vodní zdroj v době rozšiřování města. Ve městě Tivoli vytváří řeka vodopády, známé pro svou krásu. Historickými mosty přes řeku jsou Ponte Nomentano, Ponte Salario a Ponte di San Francesco, které byly původně všechny opevněny mostními věžemi.

## Historie
Soutok řek Aniene a Tibery byl kontrolován latinským městem Antemnae, umístěným jižně na malém kopci. V antice byla řeka zdrojnicí dvou hlavních římských akvaduktů – Aqua Anio Novus a Aqua Anio Vetus. Aqua Anio Vetus byl zbudován kolem roku 270 př. n. l. Stavba Aqua Anio Novus započala za císaře Caliguly kolem roku 38 n. l. a byla dokončena za Claudia v roce 48. Třetí akvadukt, Aqua Marcia byl zbudován za praetora Quinta Marcia Rexe mezi lety 144 a 140 př. n. l. za požužití výnosů z dobytí Korintu a Kartága v roce 146 př. n. l.
Pro svou rezidenci v Subiacu zbudoval císař Nero na řece tři přehrady. Největší z nich byla zároveň největší antickou přehradou vůbec a zůstala v provozu až do roku 1305, kdy byla zničena povodní.

## Galerie

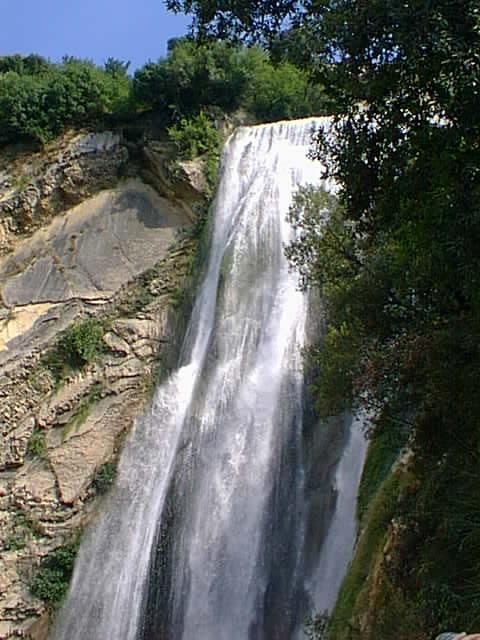
Vodopád v Tivoli